# 亞瑟士
亞瑟士（日語：アシックス；東證1部：7936）是一家田径运动用品生产商，公司创办于1949年，当时31歲的创办人鬼塚喜八郎（Kihachiro Onitsuka）开始在日本神戶市自己的家裡製作运动鞋。當時公司的名稱是Onitsuka，再加上「日行千里路、行動最敏捷、亞洲最強的百獸之王——Tiger」成為「Onitsuka Tiger」的品牌。到了1977年與GTO及Jelenk兩家公司合併成為亞瑟士。
亞瑟士的英文ASICS是拉丁語名言「Anima Sana in Corpore Sano」中每個單詞的第一個字母所組成的，意思是「健全的心灵寓於健全的體魄。」

## 沿革

### Onitsuka Tiger時期 (更名前)
Onitsuka Tiger公司的第一個突破是在1953年，日本馬拉松選手田中茂樹先生穿著TIGER跑鞋的長跑運動員在波士頓舉辦的馬拉松長跑競賽奪得冠軍。以赤脚參賽並於1960年及1964年兩次蟬聯馬拉松奧運金牌的埃塞俄比亞選手阿比比·比基拉（Abebe Bikila），在他開始穿跑鞋亦曾選用Tiger。1970年Tiger曾經成為美國最大的跑鞋生產商。更名為ASICS後更於1992年巴塞羅那奧運會成為奧運會有史以來第一家正式的運動鞋贊助商。

### ASICS時期 (更名後)
1977年與GTO及Jelenk合併為ASICS。而後，Onitsuka Tiger成為ASICS旗下系列品牌，設計較為注重復古潮流感。Onitsuka Tiger一個最為人津津樂道的型號就是黃黑色的Tai Chi，主要的原因是李小龍於其遺作《死亡遊戲》內的經典造型就是穿著該型號。其後，鄔瑪·舒曼在2003年的電影《追殺比爾》（Kill Bill）中亦是穿著黃黑色Tai Chi型號復刻版。
2012年7月12日，以1.287亿美元（10億瑞典克朗）收購瑞典運動品牌Haglöfs。
2015年，成立新支線品牌「ASICS Tiger」，以 ASICS sport style 為新分水嶺，提出「Inspired by sport, defined by style.」的概念，ASICS 的運動專門製鞋技術為基礎，融合現代風格趨勢，主要以1980、90年代的人氣美系跑鞋為主，從新設計推出各種經典復刻款。可以說是結合經典與時下趨勢的全新支線。
2019年，於香港K11購物藝術館設立亞瑟士專門店。

## 市場主要競爭對手
亞瑟士的市場對手有：
- Adidas
- Converse
- Fila
- Mizuno
- New Balance
- NIKE
- Puma
- Reebok
- Under Armour
- Vans

## 圖庫

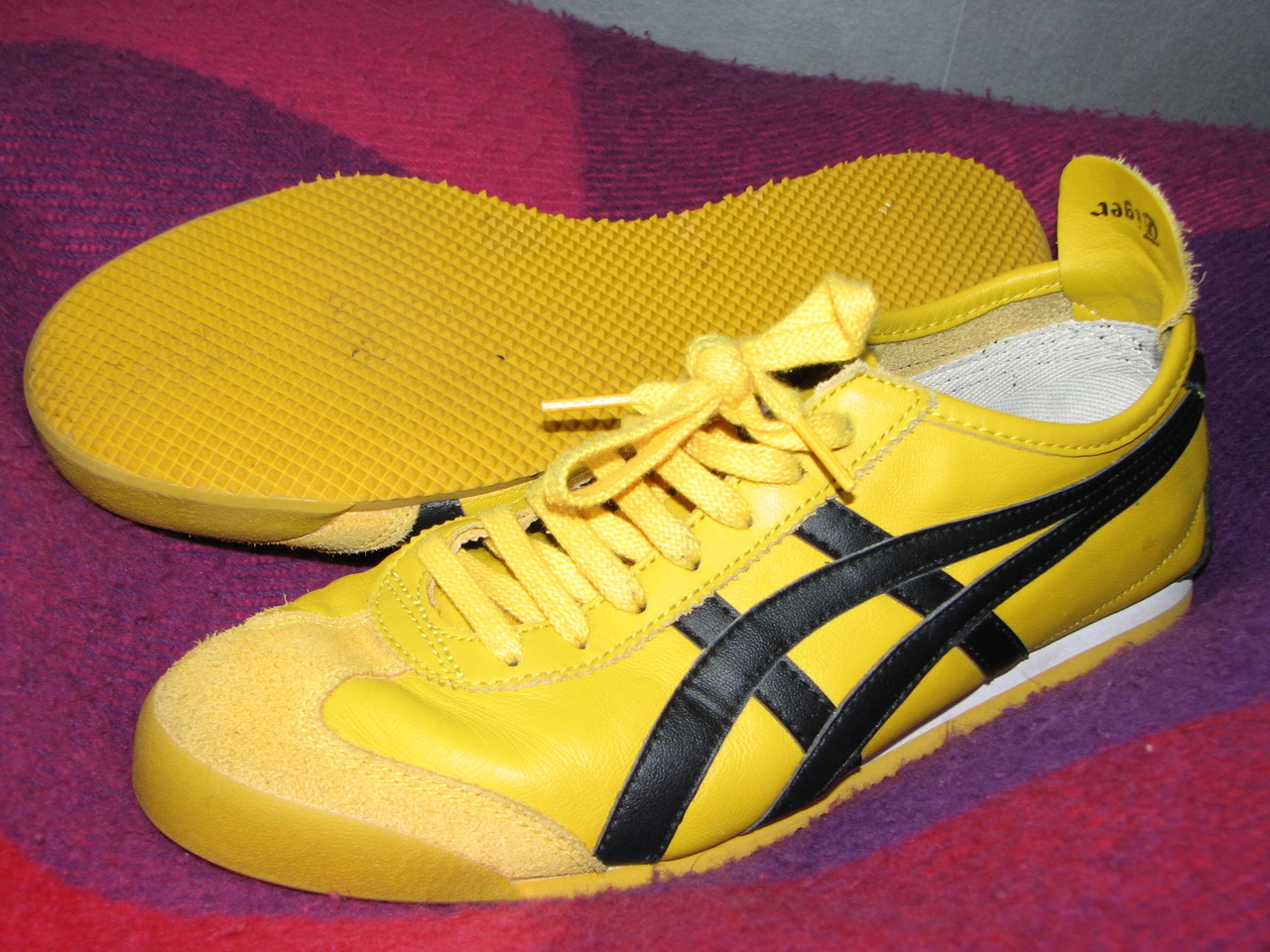
Onitsuka Tiger Mexico 66經典復刻鞋款
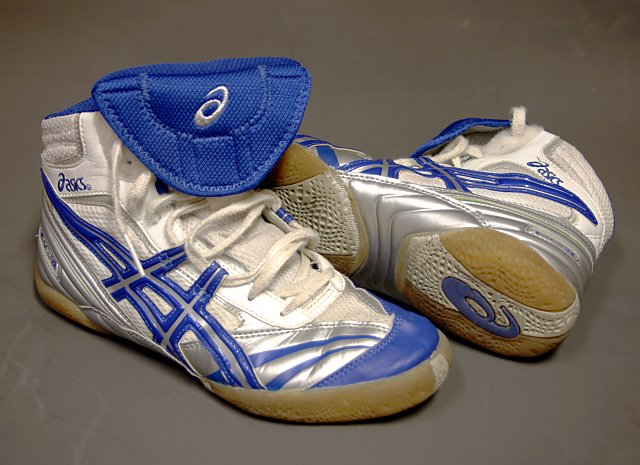
Asics Split Second V摔跤鞋
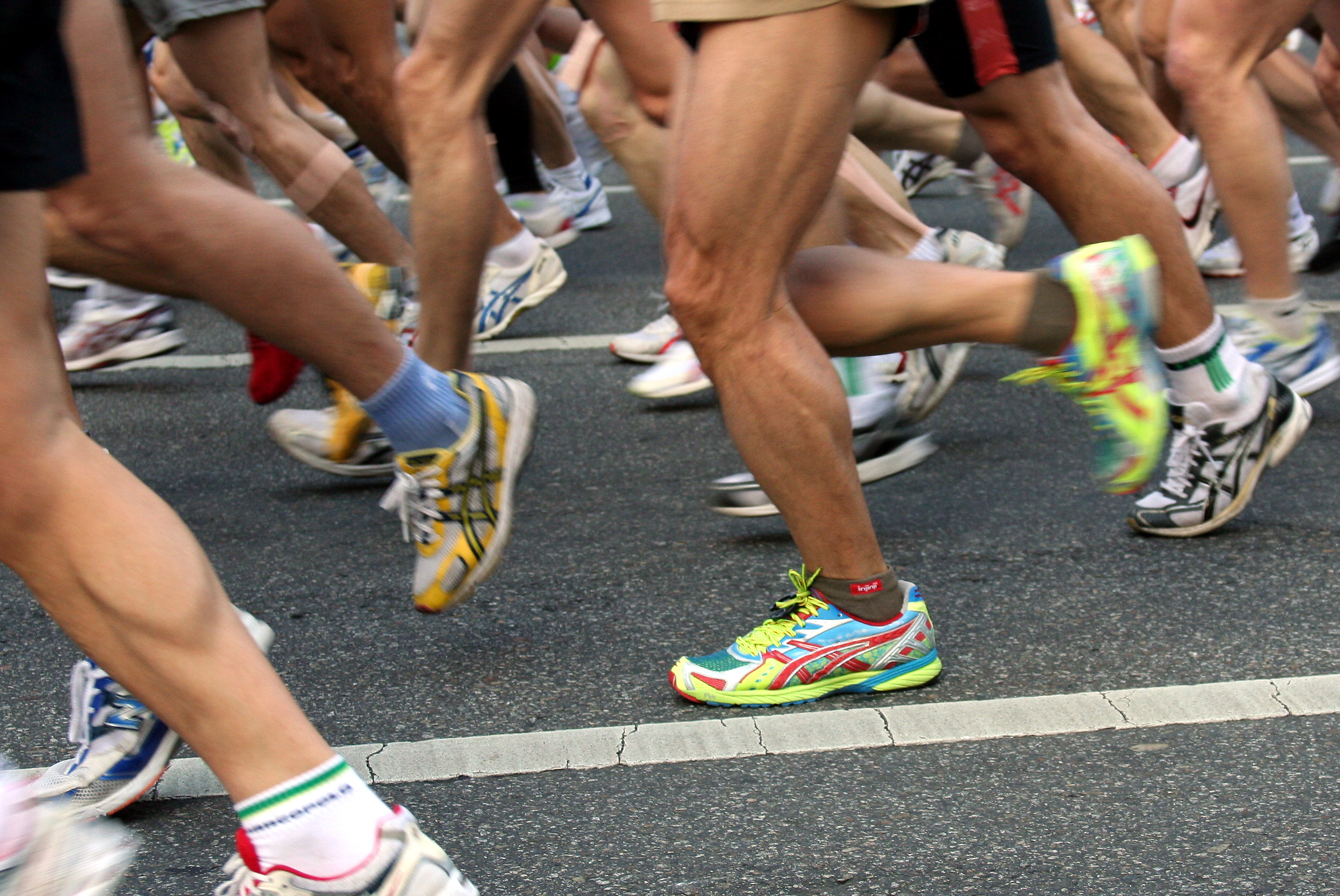
穿ASICS的馬拉松長跑選手
ASICS nimbus跑步鞋

## 外部連結
- ASICS日本網站 （页面存档备份，存于）
  - ASICS的Facebook專頁
  - ASICS Japan的X（前Twitter）
  - YouTube上的ASICS Japan頻道
- ASICS中国网站 （页面存档备份，存于）
  - ASICS的新浪微博
- ASICS台灣網站 （页面存档备份，存于）
  - ASICS的Facebook專頁
  - YouTube上的ASICS Taiwan頻道